# Jisra’el Kac (1927–2010)
Jisra’el Kac ((hebr.) ישראל כץ, ur. 6 grudnia 1927, zm. 29 października 2010) – izraelski naukowiec, urzędnik państwowy i polityk, który pełnił funkcję ministra pracy i spraw społecznych. Był jednym z najbardziej wpływowych ludzi w Izraelu w tworzeniu i rozwoju izraelskiego państwa opiekuńczego w ciągu kilku dziesięcioleci.

## Życiorys

### Wczesne życie
Urodzony w Wiedniu. W listopadzie 1938, po Anschlussie Austrii przez Trzecią Rzeszę i dojściu nazistów do władzy, w wieku 10 lat wyemigrował do Palestyny w ramach aliji młodzieżowej. Była to grupa dzieci, zorganizowana za zgodą rodziców pragnących uratować swoje dzieci od aresztowań i deportacji do nazistowskich obozów koncentracyjnych. Rodzicom i siostrze Kaca też udało się wyemigrować do Palestyny latem 1939 roku, jednak wkrótce zostali wygnani na Mauritius, gdzie mieszkali aż do 1946 roku – dopiero wówczas rodzina się połączyła. Część dalszej rodziny Kaca zginęła w Holokauście.
Kac początkowo studiował rolnictwo we wsi młodzieżowej Achawa aż do 1944 roku, i jednocześnie poprzez intensywne samokształcenie przygotowywał się do zdania matury. W rezultacie otrzymał stypendium brytyjskiego rządu mandatowego. Ostatecznie wybrał jednak studiowanie nauk ścisłych na Uniwersytecie Hebrajskim w Jerozolimie (1946–1947). Podczas studiów zaczął pracować przy programach dla nieletnich przestępców w biednych dzielnicach Jerozolimy. W przeddzień I wojny izraelsko-arabskiej, wstąpił do Sił Obronnych Izraela, gdzie służył w jednostkach wywiadu.
Następnie powrócił na Uniwersytet Hebrajski by w latach 1948–1949 studiować nauki humanistyczne, przed wstąpieniem na Uniwersytet Columbia do Szkoły Nauk Społecznych w Nowym Jorku. Począwszy od 1951 roku studiował tam psychiatryczną pracę socjalną. Po ukończeniu studiów na Uniwersytecie Columbia, powrócił do Izraela i podjął pracę kierownika kształcenia specjalnego dla młodzieżowej aliji. W nowo tworzącym się Państwie Izrael był to wtedy jeszcze dopiero początkująca specjalizacja w pedagogice. W okresie późniejszym Jisra’el Kac prowadził wieś młodzieżową Kefar ha-No’ar Kirjat Je’arim
dla młodzieży w trudnej sytuacji życiowej, która miała kłopoty z dostosowaniem się do systemu edukacji. W latach 1959–1961, studiował i ukończył doktorat z zarządzania w pracy socjalnej na Case Western Reserve University w Cleveland, w stanie Ohio.

### Dziekan Szkoły Nauk Społecznych na Uniwersytecie Hebrajskim
Po powrocie do Izraela w 1962 roku, Jisra’el Kac skupił się na utworzeniu w Izraelu profesji pracownika socjalnego. Został pierwszym izraelskim dziekanem Szkoły Pracy Społecznej Paula Baerwalda na Uniwersytecie Hebrajskim. Była to pierwsza afiliowana przy uniwersytecie szkoła pracy społecznej w Izraelu. Funkcję dziekana pełnił aż do 1968 roku. W tym okresie, przy wsparciu Szkoły Paula Baerwalda, którą prowadził, podobne szkoły powstały także na uniwersytetach w Hajfie i Tel Awiwie. Kac stał na czele głównego komitetu rządowego mającego na celu określenie poziomu „minimalnych potrzeb osób zależnych od pomocy społecznej”. Jednakże minister opieki społecznej Josef Burg zatrzymał pracę komitetu w 1966 roku, zanim zdążył on przedstawić swoje wnioski. Na zaproszenie Dawida Ben-Guriona, Jisra’el Kac służył partii Rafi jako doradca w kwestiach społecznych w latach 1965 i 1967.
Podczas swojej kadencji jako dziekana w Paul Baerwald School, Kac poznał uznanego profesora Richarda Titmussa z London School of Economics. Spotkanie to wywarło duże wrażenie na Kacu, który od tej pory w swojej pracy i działalności wdrażał koncepcje Titmussa.

### Dyrektor Generalny Narodowego Instytutu Ubezpieczeń
W 1968 roku Kac został mianowany dyrektorem Bitu’ach Leumi (Narodowego Instytutu Ubezpieczeń), gdzie służył aż do 1973 roku. W trakcie swojej pracy ustanowiono i wdrożono kilka nowych przepisów, w tym dotyczące zasiłków na dzieci i odszkodowań dla weteranów wojskowych Izraela i członków ich rodzin, ubezpieczenie bezrobotnych, ogólne ubezpieczenie na wypadek inwalidztwa i niezdolności do pracy, indeksacji korzyści dla osób starszych i Ocalonych do średniej wynagrodzeń, a nie indeksu kosztów utrzymania. Kac przygotował również podstawy do badań w tematyce ubezpieczeń społecznych, w szczególności w kwestii pomiaru ubóstwa w Izraelu, które do chwili obecnej liczone jest rocznie według jego metody.
Kac został oskarżony za krytykę polityki rządu i oraz za zabieranie krytycznego wobec rządu stanowiska odnośnie do polityki zwalczania ubóstwa jeszcze w trakcie swojej pracy w Instytucie Ubezpieczeń, za nielojalność wobec rządu, a także za podżeganie do napięć społecznych.
W 1971 roku seria burzliwych demonstracji w Jerozolimie przeprowadzona przez izraelskie Czarne Pantery zmusiła rząd do poważnego zajęcia się żądaniami protestujących. W efekcie tych zmian utworzono społeczny komitet, który miał zaproponować rozwiązania tych kwestii. Premier Golda Meir mianowała Jisra’ela Kaca szefem komisji zatwierdzonej jako „Komisja Premiera do Spraw Dzieci i Młodzieży w Trudnej Sytuacji” (tzw. Komitet Kaca). Dwa lata później, podczas bezprecedensowego panelu 120 uczestników z instytucji naukowych, usług i różnych organów państwowych, Komitet przedstawił swoje wnioski. Komitet rekomendował by rodziny, w których dochód był niższy niż minimum wystarczające do przeżycia, otrzymywały dotacje rządowe w celu uzupełnienia dochodów. W dalszych rekomendacjach wskazywano potrzebę rozszerzenia edukacji pozaformalnej i wsparcia nieuprzywilejowanych terenów.

### Minister pracy i spraw społecznych
W 1973 roku Katz został wybrany do Knesetu z listy Koalicji Pracy, ale jeszcze przed rozpoczęciem prac tej kadencji Knesetu, zrezygnował z tej funkcji aby poświęcić się pracom nad powołaniem Brookdale Institute of Gerontology i prac naukowych nad starzeniem się w Izraelu. W 1977 roku dołączył do Demokratycznego Ruchu dla Zmian (Dasz). Partia ta dołączyła do pierwszego rządu Menachema Begina, a Kac – pomimo że nie był posłem do Knesetu – został mianowany ministrem pracy i opieki społecznej. W trakcie swojej kadencji, Kac podjął się tworzenia mechanizmu ochrony wartości grantów NII przed erozją na skutek gwałtownej inflacji, która postępowała w Izraelu. Przewodniczył także pracom Knesetu nad legislacją, dzięki której przeniesiono finansowanie potrzebującym z biur pomocy społecznej do NII (Income Maintenance Bill). Prowadził też prace nad prawną podstawą ubezpieczenia pielęgniarskiego, dzięki której emeryci mogli otrzymać fundusze na opiekę pielęgniarskiej lub fizyczną asystę. Był także jednym z inicjatorów i pierwszych działaczy projektu rehabilitacji dzielnic. Był przekonany, że główny akcent tego projektu powinien być położony na zmiany społeczne, a nie na odbudowę struktury. Jednak jego propozycja w tej sprawie nie została przyjęta. Kac pełnił funkcję ministra pracy i spraw socjalnych do końca okresu kadencji tego rządu, czyli do 5 sierpnia 1981 roku.

### Po rządzie
W 1982 roku zainicjował, i aż do 1992 roku kierował, Centrum Badań Polityki Społecznej w Izraelu, obecnie: Centrum Tauba, niezależny i nienastawiony na zysk „think tank”, którego celem było wpływanie na kształtowanie polityki społecznej Izraela zgodnie z wartościami równości społecznej i sprawiedliwości.
W latach 1986–1989 pełnił funkcję prezesa zarządu „Centrum Wolontariatu w Izraelu”, oraz „Sektora Wolontariatu i Non-Profit” – organizacji skupiającej Centrum Wolontariatu i innych organizacji non-profit (lata 1988 i 1989). W latach 1980. i 1990. był członkiem zarządu i członkiem rady nadzorczej kilku organizacji non-profit i pracował nad stworzeniem podstaw do badania trzeciego sektora i jego roli w życiu współczesnego państwa opiekuńczego.
W listopadzie 1996 roku Kac został mianowany szefem komisji badania sytuacji prawnej osób z niepełnosprawnością. Komisja ta stwierdziła, że ponad 10% mieszkańców Izraela cierpią z powodu dyskryminacji, niesprawiedliwości społecznej i finansowej niższości. Komisja zaproponowała szczegółowe rozwiązania prawne, co doprowadziło do przyjęcia ustawy o równych prawach dla osób niepełnosprawnych.
Konsekwentna walka Kaca na rzecz państwa socjalnego często była pod prąd w izraelskiej polityce, tak za czasów rządów Partii Pracy, jak i rządów Likudu.
Przez lata, służył także jako doradca dla wielu światowych organizacji, m.in. w Singapurze, USA oraz w Kenii.

## Życie prywatne
Był żonaty z Marsel z domu Ruso, z którą miał dwóch synów. Zmarł 29 października 2010 roku.